# 22. juli-senteret
59°54′55″N 10°44′45″Ø / 59.9154°N 10.7458°Ø
22 juli-senteret er et norsk statsligt informationscenter om terrorangrebene i Norge 22. juli 2011. Centret åbnede den 22. juli 2015 i stueetagen af H-blokken i regeringskvartalet i Norges hovedstad Oslo. Det er primært beregnet på at formidle fakta om terrorangrebene, og baggrunden for opførelsen af nye regeringsbygninger i Oslo.
Institut for historiske studier på Norges teknisk-naturvidenskabelige universitet har det faglige ansvar for centret, mens ministeriernes servicecenter har ansvaret for  den daglige drift.  Centret vil have åbent alle dage.